# Step Across the Border
Pour plus de détails, voir Fiche technique et Distribution.
Step Across the Border est un film documentaire germano-suisse réalisé par Nicolas Humbert et Werner Penzel en 1990. Il est consacré au musicien anglais Fred Frith.

## Fiche technique
- Réalisation : Nicolas Humbert et Werner Penzel
- Scénario : Nicolas Humbert et Werner Penzel
- Photographie : Oscar Salgado
- Montage : Gisela Castronari (de) et Silvia Koller (de)
- Son : Jean Vapeur
- Producteur : Res Balzli
- Sociétés de production : Balzli & Cie Filmproduktion, Cinomades Filmproduktion et Pro Helvetia
- Sociétés de distribution : Arsenal (Allemagne), Look Now! (Suisse) et K-Films (France)
- Pays d'origine :  Allemagne,  Suisse
- Langue : anglais, allemand
- Format : noir et blanc | couleur — 70 mm — 1,37:1 — son mono
- Genre : Documentaire
- Durée : 90 minutes
- Dates de sortie :
  - Allemagne de l'Ouest : 11 février 1990 (Berlinale) ; 27 septembre 1990
  - Suisse : 18 mai 1990 (version allemande) ; 13 juin 1990 (version française)
  - France : 12 décembre 1990

## Distribution
- Jonas Mekas : Butterfly Wing
- Julia Judge : Koan vom Klang einer Hand
- John Spaceley : Koan vom Klang einer Hand
- Tom Walker : Koan vom Klang einer Hand
- Ted Milton : danseur à la télévision
- Robert Frank : vieil homme dans le train
- Fred Frith : lui-même
- Iva Bittová : elle-même
- Pavel Fajt: lui-même
- René Lussier : lui-même

## Lieux de tournage
- Japon
  - Tokyo, Osaka, Kyoto
- Italie
  - Vérone
- France
  - Saint-Rémy-de-Provence
- Allemagne
  - Leipzig
- Angleterre
  - Londres, Yorkshire
- États-Unis
  - New York
- Suisse
  - Zurich, Berne

## Commentaires
De 1988 à 1990, les réalisateurs ont suivi Fred Frith de répétitions en concerts, d'interviews en moments de solitude, des États-Unis en Europe, en passant par le Japon. Au gré de ces voyages et de ces concerts, Fred Frith rencontre d'autres musiciens, parmi lesquels : René Lussier, Iva Bittová, Tom Cora, Tim Hodgkinson, Bob Ostertag et John Zorn.
Tourné en noir et blanc sur pellicule 35 mm, le film cherche à épouser la forme improvisée de la musique de Fred Frith. Le film est d'ailleurs décrit par ses réalisateurs comme a ninety minutes celluloid improvisation : quatre-vingt-dix minutes d'improvisation sur celluloïd. 
Le film a gagné le Prix Arte du documentaire européen de l'année, en 1990. La bande-originale du film est sortie la même année chez le label RecRec. 